# Seznam dílů seriálu Narcos: Mexiko
Toto je seznam dílů seriálu Narcos: Mexiko. Americký dramatický televizní seriál Narcos: Mexiko byl zveřejněn na Netflixu.

## Přehled řad
| Řada | Díly | Premiéra na Netflixu | Premiéra v ČR (Prima Cool) | Premiéra v ČR (Prima Cool) |
| Řada | Díly | Premiéra na Netflixu | První díl                  | Poslední díl               |
| ---- | ---- | -------------------- | -------------------------- | -------------------------- |
| 1    | 10   | 16. listopadu 2018   | 10. května 2020            | 12. července 2020          |
| 2    | 10   | 13. února 2020       | 7. července 2021           | 8. září 2021               |
| 3    | 10   | 5. listopadu 2021    | bude oznámeno              | bude oznámeno              |

## Seznam dílů

### První řada (2018)
| Č. v seriálu | Č. v řadě | Původní název            | Český název                                              | Režie                | Scénář                                                                                     | Premiéra na Netflixu | Premiéra v ČR (Prima Cool) |
| ------------ | --------- | ------------------------ | -------------------------------------------------------- | -------------------- | ------------------------------------------------------------------------------------------ | -------------------- | -------------------------- |
| 1            | 1         | Camelot                  | Camelot                                                  | Josef Kubota Wlady   | Eric Newman a Clayton Trussell                                                             | 16. listopadu 2018   | 10. května 2020            |
| 2            | 2         | The Plaza System         | Nepřátelská území (Netflix) Systém Plaza (Prima Cool)    | Josef Kubota Wladyka | Carlo Bernard a Doug Miro                                                                  | 16. listopadu 2018   | 17. května 2020            |
| 3            | 3         | El Padrino               | Kmotr (Netflix) El Padrino (Prima Cool)                  | Andrés Baiz          | Ashley Lyle a Bart Nickerson                                                               | 16. listopadu 2018   | 24. května 2020            |
| 4            | 4         | Rafa, Rafa, Rafa!        | Rafa, Rafa, Rafa! (Netflix) Všichni zajatci (Prima Cool) | Andrés Baiz          | Scott Teems                                                                                | 16. listopadu 2018   | 31. května 2020            |
| 5            | 5         | The Colombian Connection | Kolumbijská spojka                                       | Amat Escalante       | Andy Black                                                                                 | 16. listopadu 2018   | 7. června 2020             |
| 6            | 6         | La Última Frontera       | Poslední hranice (Netflix) Nejzazší hranice (Prima Cool) | Amat Escalante       | Jessie Nickson-Lopez a Clayton Trussell                                                    | 16. listopadu 2018   | 14. června 2020            |
| 7            | 7         | Jefe de Jefes            | Šéf šéfů                                                 | Alonzo Ruizspalacios | námět: Ashley Lyle, Bart Nickerson a Clayton Trussell scénář: Ashley Lyle a Bart Nickerson | 16. listopadu 2018   | 21. června 2020            |
| 8            | 8         | Just Say No              | Prostě řekni ne                                          | Alonzo Ruizspalacios | Doug Miro                                                                                  | 16. listopadu 2018   | 28. června 2020            |
| 9            | 9         | 881 Lope de Vega         | Lope de Vega 881                                         | Andrés Baiz          | Clayton Trussell                                                                           | 16. listopadu 2018   | 5. července 2020           |
| 10           | 10        | Leyenda                  | Legenda (Netflix) Operace Leyenda (Prima Cool)           | Andrés Baiz          | Carlo Bernard                                                                              | 16. listopadu 2018   | 12. července 2020          |

### Druhá řada (2020)
| Č. v seriálu | Č. v řadě | Původní název                      | Český název                                                                      | Režie          | Scénář                                          | Premiéra na Netflixu | Premiéra v ČR (Prima Cool) |
| ------------ | --------- | ---------------------------------- | -------------------------------------------------------------------------------- | -------------- | ----------------------------------------------- | -------------------- | -------------------------- |
| 11           | 1         | Salva El Tigre                     | Zachraňte Tygra (Netflix) Zachraň tygra (Prima Cool)                             | Andrés Baiz    | Carlo Bernard a Johnny Newman                   | 13. února 2020       | 7. července 2021           |
| 12           | 2         | Alea Iacta Est                     | Kostky jsou vrženy                                                               | Amat Escalante | Eric Newman a Eva Aridjis                       | 13. února 2020       | 14. července 2021          |
| 13           | 3         | Ruben Zuno Arce                    | Ruben Zuno Arce (Netflix) Léčka (Prima Cool)                                     | Amat Escalante | Clayton Trussell                                | 13. února 2020       | 21. července 2021          |
| 14           | 4         | The Big Dig                        | Velký tunel                                                                      | Marcela Said   | Doug Miro a Alec Ziff                           | 13. února 2020       | 28. července 2021          |
| 15           | 5         | AFO                                | AFO                                                                              | Marcela Said   | Carlo Bernard, Clayton Trussell a Johnny Newman | 13. února 2020       | 4. srpna 2021              |
| 16           | 6         | El Dedazo                          | El Dedazo (Netflix) Ukázat prsten (Prima Cool)                                   | Andrés Baiz    | Carlo Bernard                                   | 13. února 2020       | 11. srpna 2021             |
| 17           | 7         | Truth and Reconciliation           | Pravda a smíření                                                                 | Amat Escalante | Clayton Trussell                                | 13. února 2020       | 18. srpna 2021             |
| 18           | 8         | Se Cayó El Sistema                 | Systém se zhroutil (Netflix) Zhroutil se systém (Prima Cool)                     | Amat Escalante | Doug Miro                                       | 13. února 2020       | 25. srpna 2021             |
| 19           | 9         | Growth, Prosperity, and Liberation | Růst, prosperita a osvobození (Netflix) Růst, blahobyt a osvobození (Prima Cool) | Andrés Baiz    | Clayton Trussell                                | 13. února 2020       | 1. září 2021               |
| 20           | 10        | Free Trade                         | Volný obchod                                                                     | Andrés Baiz    | Carlo Bernard                                   | 13. února 2020       | 8. září 2021               |

### Třetí řada (2021)
| Č. v seriálu | Č. v řadě | Původní název       | Český název              | Režie                    | Scénář                           | Premiéra na Netflixu | Premiéra v ČR (Prima Cool) |
| ------------ | --------- | ------------------- | ------------------------ | ------------------------ | -------------------------------- | -------------------- | -------------------------- |
| 21           | 1         | 12 Steps            | 12 kroků (Netflix)       | Andrés Baiz              | Carlo Bernard                    | 5. listopadu 2021    | bude oznámeno              |
| 22           | 2         | Como La Flor        | Como La Flor (Netflix)   | Andres Baiz              | Clayton Trussell                 | 5. listopadu 2021    | bude oznámeno              |
| 23           | 3         | Los Juniors         | Los Juniors (Netflix)    | Wagner Moura             | Maggie Cohn                      | 5. listopadu 2021    | bude oznámeno              |
| 24           | 4         | GDL                 | GDL (Netflix)            | Wagner Moura             | Wes Taylor                       | 5. listopadu 2021    | bude oznámeno              |
| 25           | 5         | Boots on the Ground | Vojenský zásah (Netflix) | Alejandra Márquez Abella | Iturri Sosa                      | 5. listopadu 2021    | bude oznámeno              |
| 26           | 6         | La Jefa             | La Jefa (Netflix)        | Alejandra Márquez Abella | Alec Ziff a Isaac Gomez          | 5. listopadu 2021    | bude oznámeno              |
| 27           | 7         | La Voz              | La Voz (Netflix)         | Luis Ortega              | Clayton Trussell a Maggie Cohn   | 5. listopadu 2021    | bude oznámeno              |
| 28           | 8         | Last Dance          | Poslední tanec (Netflix) | Luis Ortega              | Carlo Bernard a Clayton Trussell | 5. listopadu 2021    | bude oznámeno              |
| 29           | 9         | The Reckoning       | Zúčtování (Netflix)      | Amat Escalante           | Carlo Bernard a Clayton Trussell | 5. listopadu 2021    | bude oznámeno              |
| 30           | 10        | Life in Wartime     | Život ve válce (Netflix) | Amat Escalante           | Carlo Bernard                    | 5. listopadu 2021    | bude oznámeno              |